# Marin Ljubičić
Marin Ljubičić (* 28. Februar 2002 in Split) ist ein kroatischer Fußballspieler.

## Karriere

### Verein
Ljubičić begann seine Karriere bei Hajduk Split. Im November 2020 debütierte er für die Reserve von Hajduk in der 2. HNL. Dies sollte allerdings sein einziger Einsatz für Hajduk II bleiben, denn bereits im Dezember 2020 stand er dann erstmals im Kader der Profis. Sein Debüt für diese gab er zunächst im März 2021 im Cup gegen den NK Zagreb, ehe er dann im selben Monat gegen den HNK Šibenik in der 1. HNL debütierte. In jener Partie erzielte er, nach seiner Einwechslung in der 62. Minute, in der 72. Minute den Treffer zum 1:0-Sieg für Hajduk. Bis Saisonende kam er noch zu sechs weiteren Einsätzen.
In der Saison 2021/22 absolvierte der Stürmer 30 Erstligapartien, in denen er zweimal traf. Zur Saison 2022/23 wurde er an den österreichischen Bundesligisten LASK verliehen. Nachdem er bis zur Winterpause zu 14 Einsätzen in der Bundesliga gekommen war, in denen er neunmal traf, wurde er im Dezember 2022 fest verpflichtet und erhielt einen bis Juni 2027 laufenden Vertrag. Bis zum Ende der Saison kam er zu 28 Einsätzen, in denen er zwölf Tore erzielte. In der Saison 2023/24 erzielte er ebenfalls zwölf Tore in der Bundesliga und kam auf insgesamt 31 Einsätze.
Nach 16 Einsätzen und vier Toren bis zur Winterpause 2024/25 wechselte Ljubičić im Februar 2025 nach Deutschland zum Bundesligisten 1. FC Union Berlin.

### Nationalmannschaft
Ljubičić debütierte im September 2021 für die kroatische U-21-Auswahl. Im Juni 2022 spielte er dann auch erstmals im U-20-Team.